# Poospizopsis hypocondria
A Poospizopsis hypocondria a madarak osztályának verébalakúak (Passeriformes) rendjébe és a tangarafélék (Thraupidae) családjába tartozó faj.

## Rendszerezése
A fajt Alcide d’Orbigny és Frédéric de Lafresnaye írták le 1835-ben, az Emberiza nembe Emberiza hypocondria néven. Egyes szervezetek a Poospiza nembe sorolják Poospiza hypocondria néven.

## Alfajai
- Poospizopsis hypocondria affinis von Berlepsch, 1906
- Poospizopsis hypocondria hypocondria (d'Orbigny & Lafresnaye, 1837)

## Előfordulása
Az Andokban, Argentína és Bolívia területén honos. Természetes élőhelyei a szubtrópusi és trópusi magaslati cserjések. Vonuló faj.

## Megjelenése
Testhossza 17 centiméter.

## Természetvédelmi helyzete
Az elterjedési területe nagyon nagy, egyedszáma pedig stabil. A Természetvédelmi Világszövetség Vörös listáján nem fenyegetett fajként szerepel.